# Margaret Harriman
Margaret Webb coniugata Harriman (Inghilterra, 1928 – Maine, 20 settembre 2003) è stata un'arciera e nuotatrice sudafricana, campionessa paralimpica.

## Biografia
Nata in Inghilterra, Harriman si ruppe la spina dorsale in un incidente col trattore nel 1947. Venne curata all'ospedale di Stoke Mandeville e cominciò a praticare sport durante la riabilitazione. Fu l'unica donna nel torneo di netball della seconda edizione dei Giochi Stoke Mandeville del 1949. All'epoca aveva solo 21 anni e si faceva chiamare con il cognome da nubile, Webb.
Nel 1957, lasciò l'Inghilterra per trasferirsi in Rhodesia.
Dal 1960 al 1976, gareggiò ai Giochi Paralimpici in molte discipline come tiro con l'arco, atletica leggera, tiro del dardo, bowls e nuoto. Rappresentò la Rhodesia nei primi due Giochi, poi il Sudafrica dal 1968, vincendo complessivamente undici medaglie d'oro, di cui otto nel tiro con l'arco tra il 1960 e il 1968. La politica di apartheid del Sud Africa portò al bando del paese per i Giochi Paralimpici nel 1976. Nel 1996 dopo la fine dell'apartheid, partecipò ai Giochi Paralimpici Estivi del 1996; in quest'occasione vinse la sua diciassettesima medaglia paralimpica, un bronzo, nel bowls.
Prese parte anche a competizioni per normodotati, infatti, disputò i Campionati mondiali di tiro con l'arco 1961 ad Oslo, in cui giunse undicesima nella prova individuale e vinse la medaglia di bronzo nella prova a squadre con i colori del Sudafrica.
Hariman morì il 20 settembre 2003 mentre si trovava in vacanza nel Maine.

## Palmarès

### Per la Rhodesia
| Anno | Manifestazione     | Sede  | Evento                                 | Risultato | Prestazione | Note |
| ---- | ------------------ | ----- | -------------------------------------- | --------- | ----------- | ---- |
| 1960 | Giochi paralimpici | Roma  | Tiro con l'arco - Windsor              | Oro       |             |      |
| 1960 | Giochi paralimpici | Roma  | Tiro con l'arco - FITA                 | Oro       |             |      |
| 1960 | Giochi paralimpici | Roma  | Nuoto - 50 m stile libero incompleto 4 | Argento   |             |      |
| 1960 | Giochi paralimpici | Roma  | Nuoto - 50 m dorso incompleto 4        | Bronzo    |             |      |
| 1960 | Giochi paralimpici | Roma  | Nuoto - 50 m rana incompleto 4         | Bronzo    |             |      |
| 1964 | Giochi paralimpici | Tokyo | Tiro con l'arco - Albion               | Oro       |             |      |
| 1964 | Giochi paralimpici | Tokyo | Tiro con l'arco - FITA                 | Oro       |             |      |
| 1964 | Giochi paralimpici | Tokyo | Tiro del dardo - Coppia misto          | Oro       |             |      |

### Per il Sudafrica
| Anno | Manifestazione     | Sede       | Evento                            | Risultato | Prestazione | Note |
| ---- | ------------------ | ---------- | --------------------------------- | --------- | ----------- | ---- |
| 1961 | Mondiali           | Oslo       | Tiro con l'arco - Coppia          | Bronzo    |             |      |
| 1968 | Giochi paralimpici | Tel Aviv   | Tiro con l'arco - Albion          | Oro       |             |      |
| 1968 | Giochi paralimpici | Tel Aviv   | Tiro con l'arco - FITA            | Oro       |             |      |
| 1972 | Giochi paralimpici | Heidelberg | Tiro con l'arco - FITA            | Oro       |             |      |
| 1972 | Giochi paralimpici | Heidelberg | Bowls - Singolo femminile         | Oro       |             |      |
| 1972 | Giochi paralimpici | Heidelberg | Bowls - Coppia femminile          | Argento   |             |      |
| 1976 | Giochi paralimpici | Toronto    | Tiro del dardo - Coppia femminile | Bronzo    |             |      |
| 1976 | Giochi paralimpici | Toronto    | Bowls - Singolo Wh                | Oro       |             |      |
| 1976 | Giochi paralimpici | Toronto    | Bowls - Coppia Wh                 | Oro       |             |      |
| 1996 | Giochi paralimpici | Atlanta    | Bowls - Singolo femminile LB2     | Bronzo    |             |      |